# Piero Camporesi

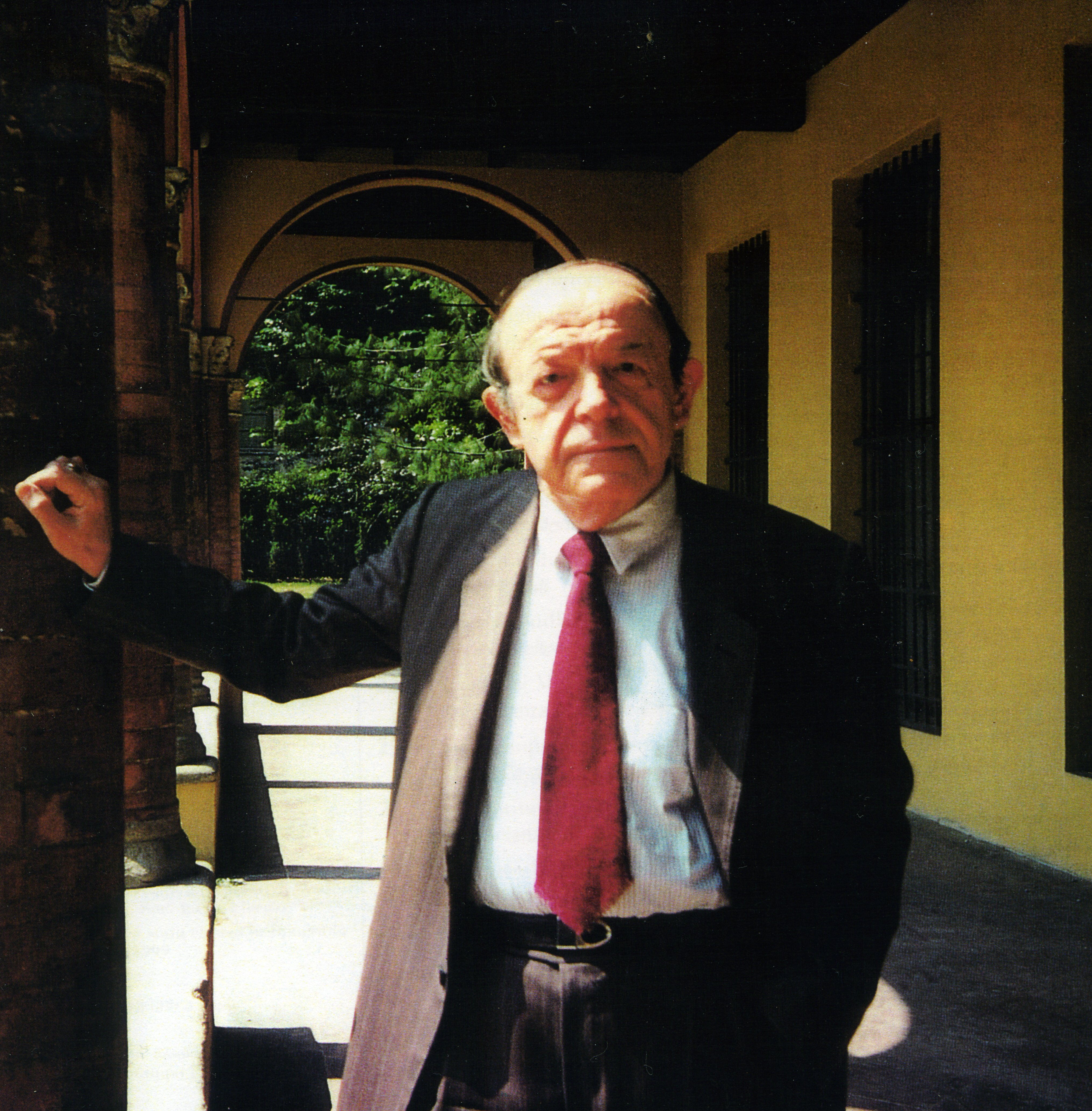

Piero Camporesi (Forlì, 15 de febrero de 1926 - Bolonia, 1997) fue un filólogo, historiador y antropólogo italiano.

## Biografía
Discípulo de Carlo Calcaterra dedicó sus primeras investigaciones a Petrarca, Vittorio Alfieri y Ludwig de Bream, en la tradición filológica de la Universidad de Bolonia. Un punto de inflexión en su carrera como académico fue el encuentro con el libro de cocina de Pellegrino Artusi, La ciencia en la cocina y el arte de comer bien - de la que preparó una edición crítica en 1970 - lo que demuestra la importancia literaria de la obra, revalorizando en términos de la identidad colectiva, el papel que un género de dichos manuales ha jugado no sólo en la fundación y unificación de una tradición gastronómica nacional, sino también en la promoción de la conciencia de una lengua italiana común en amplios sectores de la población que aún no participan en el proceso de unificación italiana.

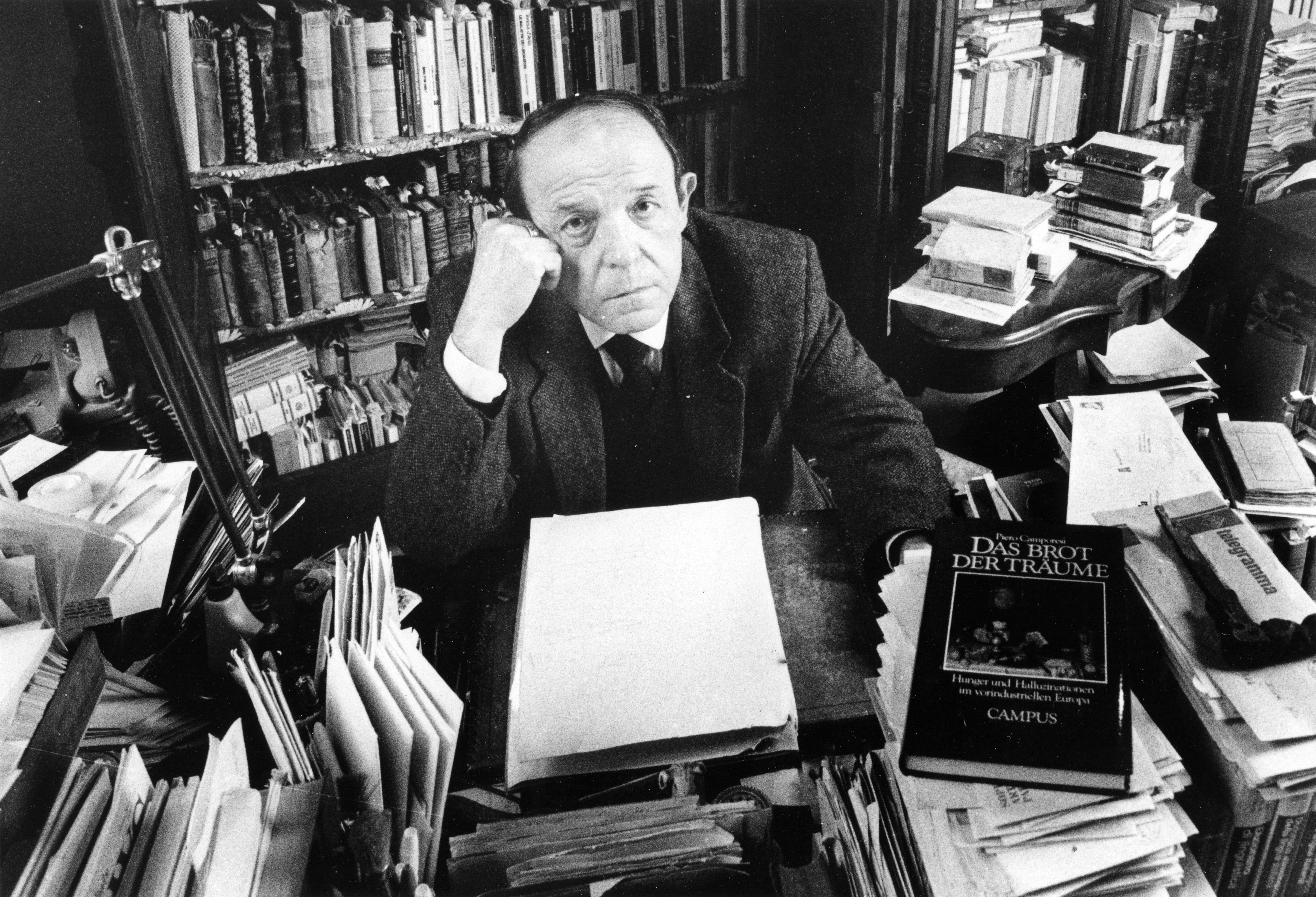
Piero Camporesi en su estudio

Sus estudios posteriores avanzaron cada vez más en esta dirección: las condiciones materiales de vida de la sociedad del Antiguo Régimen desde el punto de vista del folclore (como en el libro de vagabundos, un nuevo hito en su investigación), la relación con los hábitos alimentarios y el comer, el gobierno de las prácticas relacionadas con el cuidado y la salud del cuerpo, la realidad del mundo de las artes y la artesanía popular, destacando el aparato simbólico y las transformaciones antropológicas que tal osmótica ejerció al influir profundamente en la imaginación humana, sobre todo entre la Edad Media y la Edad Moderna. 
Al mismo tiempo, continuó ejerciendo una atenta relectura de las figuras prominentes de la historia nacional -reconstruyendolos en convincentes retratos- que van desde autores del canon como Petrarca y Galileo Galilei, hasta la revalorización de un narrador boloñés como Giulio Cesare Croce. Su atención recayó también sobre las figuras que reconciliaron la ciencia con la vida cotidiana, como (Lorenzo Magalotti y Francesco Redi sobre todo), y dedicó su último trabajo a la figura del protomédico de Bolonia Leonardo Fioravanti. Sus temas preferidos, aunque tratados con rigor científico meticuloso, son accesibles a los lectores no especializados, gracias a una amalgama inteligente en la que la escritura y la lengua de los documentos utilizados como fuentes de estudio, se utilizan para reconstruir la sociedad preindustrial, a través de los sentidos que los hombres experimentan físicamente.
Enseñó Literatura Italiana en la Facultad de Educación y Artes de la Universidad de Bolonia. Entre los más famosos ensayistas italianos en el mundo, sus libros han sido traducidos a las principales lenguas europeas, y editados en Estados Unidos, Brasil y Japón.
- Datos: Q3753990